# Rational elliptische Funktionen

Darstellung der rational elliptischen Funktionen zwischen und für die Ordnungen 1, 2, 3 und 4 mit dem Selektivfaktor.

Die rational elliptischen Funktionen stellen in der Mathematik eine Reihe von rationalen Funktionen mit reellen Faktoren dar. Sie werden zum Entwurf von Übertragungsfunktionen bei Cauer-Filtern in der elektronischen Signalverarbeitung verwendet.
Eine bestimmte rational elliptische Funktion wird durch ihre Ordnung {\displaystyle n} und einen reellen Selektivfaktor {\displaystyle \xi \geq 1} charakterisiert. Formal sind die rational elliptischen Funktionen mit dem Parameter {\displaystyle x} definiert als:
{\displaystyle R_{n}(\xi ,x)\equiv \mathrm {cd} \left(n{\frac {K(1/L_{n})}{K(1/\xi )}}\,\mathrm {cd} ^{-1}(x,1/\xi ),1/L_{n}\right)},
wobei die Funktion {\displaystyle \operatorname {cd} (\cdot )} eine abgeleitete jacobische elliptische Funktion darstellt, bestehend aus den cosinus amplitudinis und den delta amplitudinis. {\displaystyle K(\cdot )} steht für das elliptische Integral erster Art und {\displaystyle L_{n}(\xi )=R_{n}(\xi ,\xi )} stellt einen Diskriminierungsfaktor dar, welcher für {\displaystyle |x|\geq \xi } gleich dem kleinsten Betragswert von {\displaystyle R_{n}(\xi ,x)} ist.

## Ausdruck als rationale Funktion
Für Ordnungen in der Form {\displaystyle n=2^{a}3^{b}}, mit {\displaystyle a} und {\displaystyle b} nichtnegativ ganzzahlig, können die rational elliptischen Funktionen durch analytische Funktionen ausgedrückt werden.
Für gerade Ordnung {\displaystyle n} können die rational elliptischen Funktionen in diesen Fällen als Quotient zweier Polynome, beide mit Ordnung {\displaystyle n}, ausgedrückt werden als:
{\displaystyle R_{n}(\xi ,x)=r_{0}\,{\frac {\prod _{i=1}^{n}(x-x_{i})}{\prod _{i=1}^{n}(x-x_{pi})}}}      ({\displaystyle n} gerade)
mit den Nullstellen {\displaystyle x_{i}} und den Polstellen {\displaystyle x_{pi}}. Der Faktor {\displaystyle r_{0}} wird so gewählt, dass {\displaystyle R_{n}(\xi ,1)=1} gilt.
Für ungerade Ordnung ergeben sich ein Pol bei {\displaystyle x=\infty } und eine Nullstelle bei {\displaystyle x=0}, womit rational elliptische Funktionen bei ungerader Ordnung in der Form
{\displaystyle R_{n}(\xi ,x)=r_{0}\,x\,{\frac {\prod _{i=1}^{n-1}(x-x_{i})}{\prod _{i=1}^{n-1}(x-x_{pi})}}}      ({\displaystyle n} ungerade)
ausgedrückt werden können.
Damit lassen sich die ersten Ordnungen der rational elliptischen Funktionen formulieren:
{\displaystyle R_{1}(\xi ,x)=x}
{\displaystyle R_{2}(\xi ,x)={\frac {(t+1)x^{2}-1}{(t-1)x^{2}+1}}}, mit {\displaystyle t\equiv {\sqrt {1-{\frac {1}{\xi ^{2}}}}}}.
{\displaystyle R_{3}(\xi ,x)=x\,{\frac {(1-x_{p}^{2})(x^{2}-x_{z}^{2})}{(1-x_{z}^{2})(x^{2}-x_{p}^{2})}}}, mit {\displaystyle G\equiv {\sqrt {4\xi ^{2}+(4\xi ^{2}(\xi ^{2}\!-\!1))^{2/3}}}}, {\displaystyle x_{p}^{2}\equiv {\frac {2\xi ^{2}{\sqrt {G}}}{{\sqrt {8\xi ^{2}(\xi ^{2}\!+\!1)+12G\xi ^{2}-G^{3}}}-{\sqrt {G^{3}}}}}}, {\displaystyle x_{z}^{2}=\xi ^{2}/x_{p}^{2}}
Weitere Ordnungen lassen sich dann mittels niedriger Ordnungen mittels der Verschachtelungseigenschaft bilden:
{\displaystyle R_{4}(\xi ,x)=R_{2}(R_{2}(\xi ,\xi ),R_{2}(\xi ,x))={\frac {(1+t)(1+{\sqrt {t}})^{2}x^{4}-2(1+t)(1+{\sqrt {t}})x^{2}+1}{(1+t)(1-{\sqrt {t}})^{2}x^{4}-2(1+t)(1-{\sqrt {t}})x^{2}+1}}}
{\displaystyle R_{5}(\xi ,x)}, keine rationale Funktion.
{\displaystyle R_{6}(\xi ,x)=R_{3}{\bigl (}R_{2}(\xi ,\xi ),R_{2}(\xi ,x){\bigr )}}

## Eigenschaften

### Normalisierung
Alle rational elliptischen Funktionen sind bei {\displaystyle x=1} auf {\displaystyle 1} normiert:
{\displaystyle R_{n}(\xi ,1)=1}.

### Verschachtelung
Bei der Eigenschaft der Verschachtelung gilt:
{\displaystyle R_{m}(R_{n}(\xi ,\xi ),R_{n}(\xi ,x))=R_{m\cdot n}(\xi ,x)}.
Aus der Eigenschaft zur Verschachtelung folgt unmittelbar die obige Regel zur Angabe von bestimmten Ordnungen als rationale Funktion, da sich {\displaystyle R_{2}} und {\displaystyle R_{3}} als geschlossener analytischer Ausdruck angeben lassen. Damit lassen sich alle Ordnungen {\displaystyle n=2^{a}3^{b}} in Form von analytischen Funktionen angeben.

### Grenzwerte
Die Grenzwerte der rational elliptischen Funktionen für {\displaystyle \xi \to \infty } lassen sich als Tschebyschow-Polynome erster Art {\displaystyle T_{n}} ausdrücken:
{\displaystyle \lim _{\xi =\rightarrow \,\infty }R_{n}(\xi ,x)=T_{n}(x)}.

### Symmetrie
Es gilt allgemein:
{\displaystyle R_{n}(\xi ,-x)=R_{n}(\xi ,x)} für gerade {\displaystyle n},
{\displaystyle R_{n}(\xi ,-x)=-R_{n}(\xi ,x)\,} für ungerades {\displaystyle n}.

### Welligkeit
{\displaystyle R_{n}(\xi ,x)} hat eine einheitliche Welligkeit von {\displaystyle \pm 1} im Intervall {\displaystyle -1\leq x\leq 1}.

### Kehrwert
Es gilt allgemein
{\displaystyle R_{n}(\xi ,\xi /x)={\frac {R_{n}(\xi ,\xi )}{R_{n}(\xi ,x)}}}.
Dies bedeutet, dass die Pole und Nullstellen paarweise auftreten müssen und der Beziehung
{\displaystyle x_{pi}x_{zi}=\xi \,}
genügen müssen. Ungerade Ordnungen weisen somit eine Nullstelle bei {\displaystyle x=0} und eine Polstelle bei Unendlich auf.